# Les Otages (Laurens)
Pour les articles homonymes, voir Les Otages.
Les Otages est un tableau peint par Jean-Paul Laurens en 1896 et conservé au musée des Beaux-Arts de Lyon. 

## Historique de l'œuvre
Les Otages est le dernier tableau que Jean-Paul Laurens peint en 1896 dans sa série de tableaux historiques. Quittant la peinture d'histoire, il rompt avec ses pratiques et adopte pour ce tableau des dimensions réduites, à l'inverse des grands formats en usage pour ce genre. Refusant une contextualisation historique précise, il nomme son tableau Les Otages, alors que la représentation évoque implicitement les princes de la Tour, Édouard V et Richard de Shrewsbury, enfermés à la tour de Londres en 1483 sur ordre de leur oncle Richard de Gloucester, dans le but de prendre le pouvoir en Angleterre.
Après ce tableau, Jean-Paul Laurens va réaliser des grandes compositions murales, suivant ainsi une tendance artistique nouvelle.

## Description de l'œuvre
Dans un décor de pierres de taille, dont l'arrondi suggère une tour, deux garçons attendent, peut-être deux frères, l'un assis sur un banc de pierre et adossé au mur, l'autre allongé et semblant endormi, la tête reposant sur la cuisse du premier. Ils portent chausses et chaperons selon une mode qui se situerait vers 1400. Leur costume rouge et noir et la lumière crue les font ressortir des ocres du fond minéral et nu. Laurens place le spectateur de biais par rapport aux enfants, point de vue qu'il impose fréquemment. Le format réduit est exploité pour un cadrage serré sur deux éléments placés à gauche et de manière fortement tronquée : un puits sans margelle ouvert à quelques pas des enfants laisse le spectateur pressentir une fin sinistre pour ces otages, tandis que le bord d'une porte fermée est visible dans le même axe de vision que le puits, symbolisant leur enfermement. Hormis ces deux éléments que le spectateur perçoit presque fortuitement au bord du tableau, Laurens ne donne aucune indication qui permette de savoir le sort des enfants, entre la libération (la porte) ou la mort (le puits, ouverture d'une oubliette vers laquelle convergent les lignes du sol), créant ainsi une sensation d'appréhension et d'angoisse. Laurens évolue dans ses procédés de composition, en éliminant les attributs récurrents dans ses précédents tableaux, tels que les intérieurs sombres ou les portes ou les ouvertures peu éclairées ou donnant sur une obscurité totale. 

## Réception

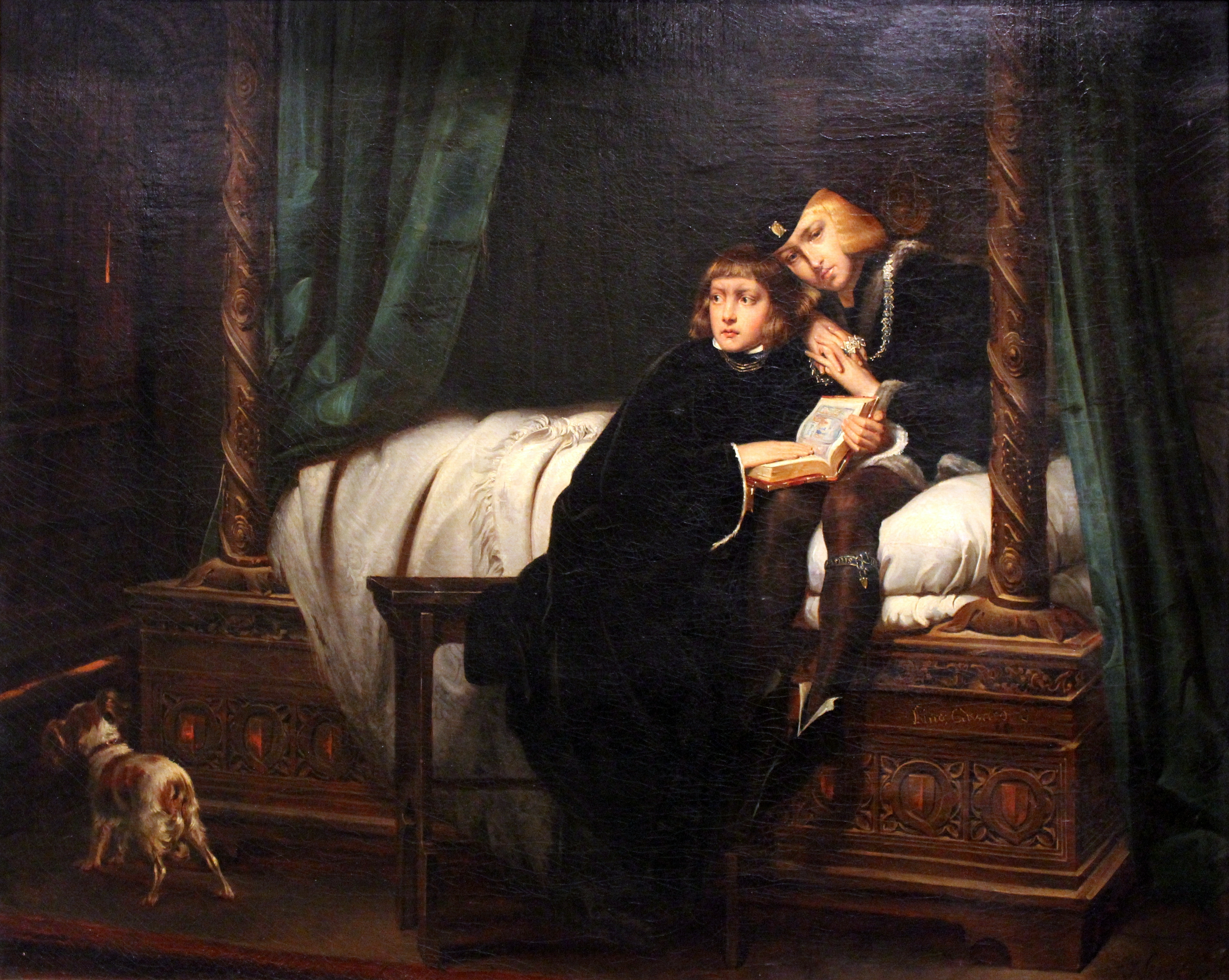
Les Enfants d'Édouard, de Paul Delaroche.

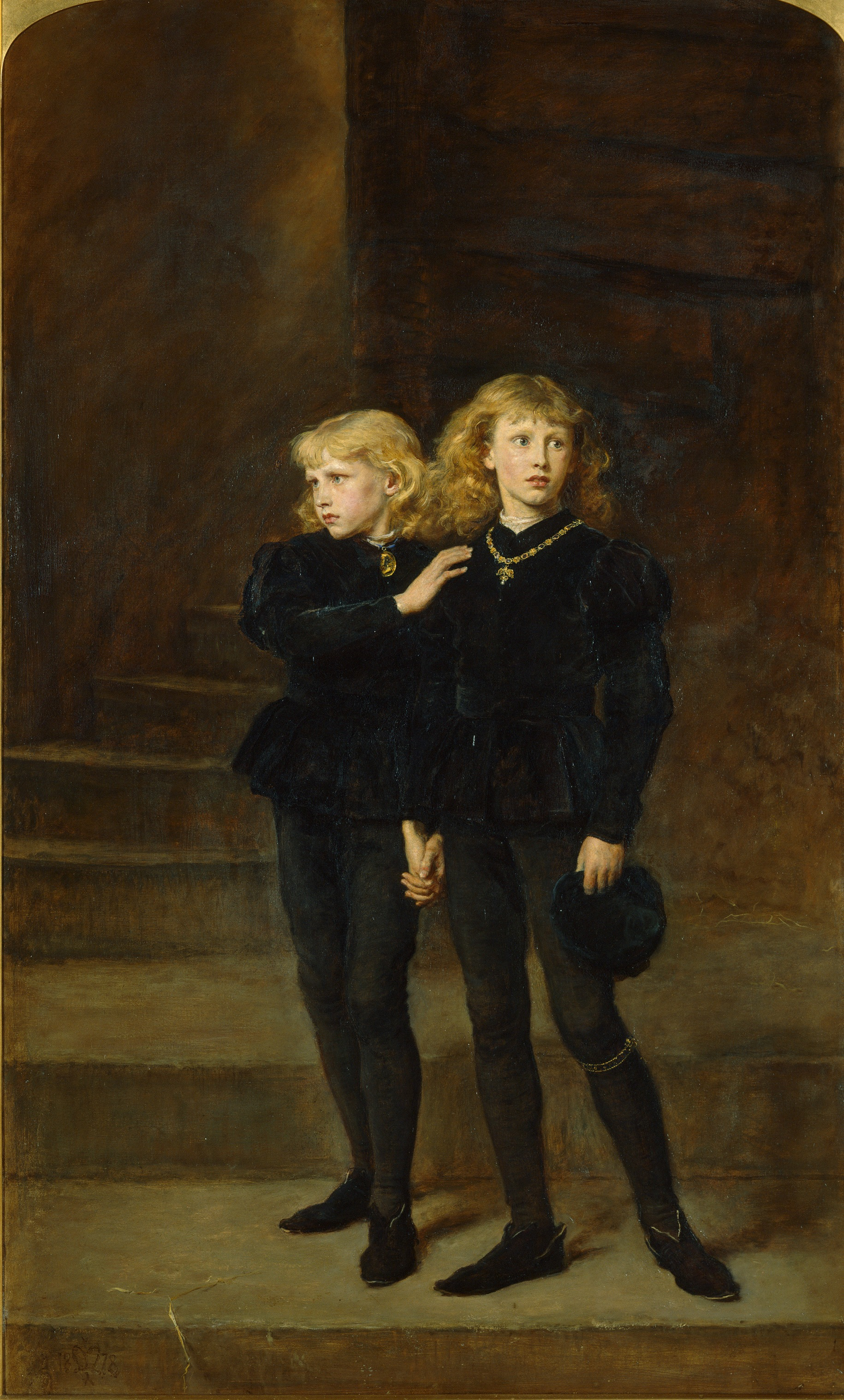
Les Princes dans la tour de Londres, de John Everett Millais.

Ce tableau fut décrit comme la traduction personnelle de Laurens d'un tableau peint par Paul Delaroche en 1830, Les Enfants d'Édouard, sujet similaire dans lequel se trouvait déjà le cadrage dramatique d'une porte au bord gauche du tableau de la même manière que John Everett Millais dans Les Princes dans la tour de Londres (de) en 1878, qui s’inscrit dans une série de scènes tragiques visant à raconter visuellement l’histoire d’Angleterre. Un escalier sombre y est mis en scène en arrière-plan.
La rupture picturale opérée par Laurens avec le genre historique suscita des critiques. Louis Flandrin se dit déçu, entre autres à cause des très petites dimensions du tableau.

## Une lecture alternative
François de Vergnette propose une lecture alternative de la représentation du tableau : il ne s’agirait pas d’une version des Enfants d'Édouard de Paul Delaroche, mais plutôt d’une scène de genre, inspirée à l’auteur par la lecture du récit de Edgar Allan Poe Le Puits et le Pendule, traduit en français par Charles Baudelaire. Plusieurs raisons sont avancées en soutien de cette hypothèse : premièrement, souligne Vergnette, il est rare que Laurens reprenne des faits déjà représentés ; en deuxième lieu, les enfants d'Édouard ne sont pas des otages. Le petit tableau serait donc un exemple de peinture de genre : en effet l’artiste, à l’époque très occupé par les chantiers de peinture monumentale, réalise pour le Salon et le marché un art qui puisse être facilement vendu. En revenant au sujet de Poe, Vergnette observe que « le spectateur de cette peinture, comme le lecteur de Poe, craint que le puits central vers lequel convergent les lignes du sol ne finisse par attirer les deux frères ». Le destin des deux enfants est suggéré avec beaucoup plus d’ambiguïté que dans le tableau de Delaroche : contrairement à ce dernier, Laurens choisit de ne pas indiquer la présence des assassins et de ne pas adresser les regards des protagonistes vers le spectateur. Même au niveau plastique, le tableau de Laurens n’a rien à voir non plus avec celui de son prédécesseur : l’artiste montre un grand sens de la composition et un réalisme qui parfois s’accorde à des couleurs audacieux. Enfin, beaucoup plus que chez Delaroche, l’effet tragique et sémantique est obtenu à travers la composition construite autour de la géométrie de cet espace de réclusion.

## Analyse
Selon la conception classique de cette toile comme la représentation historique d'Édouard V d'Angleterre et Richard de Shrewsbury, le sort des jeunes héritiers est le point culminant d’une succession de revendications de la couronne en Angleterre dans le contexte de la guerre des Deux-Roses. Shakespeare met en scène ce même évènement dans la pièce Richard III. Un climat de vengeance marque cette époque et la justice, naturelle comme positive, est bafouée par la volonté de régner. Le caractère monstrueux d'un tel acte envers des êtres innocents remet en question la nature du pouvoir.

## Exposition
Le tableau a été présenté lors des expositions : 
- 2014, Lyon, « L'invention du passé. Histoires de cœur et d'épée en Europe, 1802-1850 »